# El perro de Alcibíades
El perro de Alcibíades es el Lado A del sencillo Miren para allá! de la banda de rock uruguaya El Cuarteto de Nos.
A diferencia de «Cara de nada», esta fue la única canción de Miren para allá! que recibió promoción de la banda (antes de su lanzamiento) por medio de sus redes sociales; esto es debido a que, en palabras del propio Cuarteto, ambas canciones debian salir juntas y en ese orden para "complementar" el concepto del sencillo.

## Etimología

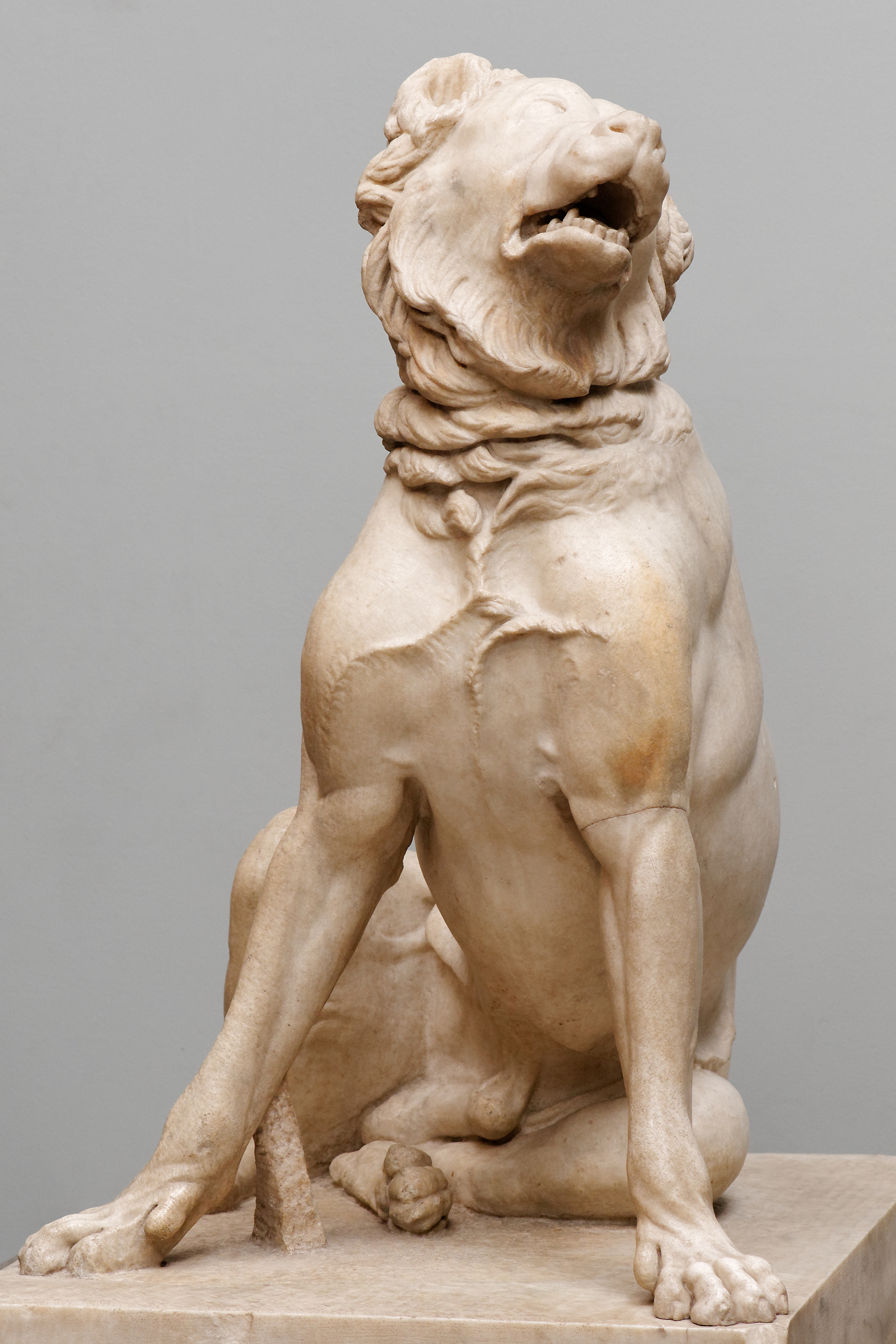
Can de Alcibíades, tema de la letra de la canción.

La frase "El perro de Alcibíades" o "La cola del perro" hacen referencia a una anécdota relacionada con el estadista y strategos ateniense Alcibíades Clinias Escambónidas, quien un día compró un can grande y divino por una gran cantidad de oro. Tiempo después, el orador ordenó explícitamente que le cortaran la cola a su mascota frente a una multitud; esto con la finalidad de crear una "cortina de humo" y desviar la atención del público de las constantes arbitrariedades y negligencias de Escambónidas durante su mandato en Atenas.
El propio Roberto Musso toma este concepto de distracciones y desviaciones de atención dentro de la historia de Miren para allá!, y la convierte en una obra literaria narrada y dividida dentro de la letra de las dos caras del sencillo.

## Vídeo musical
El vídeoclip fue dirigido por Charly Gutierrez de Oriental Films, quien ya ha trabajado con proyectos anteriores para el Cuarteto. Dicho vídeoclip se desarrolla por medio de una animación (dirigida por Matías Bervejillo) que ilustra a los miembros de la banda pasando por diversos escenarios referentes al concepto de la canción.
Además de ilustrar a profundidad dicha etimología, el vídeoclip también presenta referencias a otros trabajos del grupo (tales como referencias al álbum Raro, al álbum  Porfiado y al álbum Jueves) mediante un estilo de dibujo que caracteriza a la nueva etapa que la banda ha ido demostrando en la actualidad.

## Personal
- Roberto Musso: Voz principal y programación
- Álvaro Pintos: Batería y percusiones
- Santiago Marrero: Programación, teclados, loops, coros y ladridos
- Gustavo Antuña: Guitarras, coros y ladridos

Músicos invitados
- Luis Angelero: Guitarras, coros y ladridos
- Héctor Castillo: Bajo, producción general y programación
- John Ellis: Saxo tenor
- Denis Ramos: Trombón
- Tatita Márquez: Percusiones